# 电器电子产品有害物质限制使用管理办法
电器电子产品有害物质限制使用管理办法（通常被称为 China RoHS）是中华人民共和国工业和信息化部在2016年1月6日通过的一项部门规章，2016年7月1日起施行，内容主要用于规范在中国大陆地区生产、销售和进口的电器电子产品中有害物质的使用，以降低产品废弃后对环境造成的污染。
该管理办法施行后，2006年2月28日公布的《电子信息产品污染控制管理办法》同时废止。

## 规范对象
管理办法的所规定的电器电子产品指额定工作电压为直流电大于1500V、交流电小于1000V的设备及配套产品，其中涉及电能生产、传输和分配的设备除外。
对有害物质界定及限制用量：
- 铅（Pb）及其化合物（0.1％）
- 汞（Hg）及其化合物（0.1％）
- 镉（Cd）及其化合物（0.01％）
- 六价铬（CrVI）化合物（0.1％）
- 聚溴聯苯（PBB）（0.1％）
- 聚溴二苯醚（英语：Polybrominated diphenyl ethers）（PBDE）（0.1％）
- 国家规定的其他有害物质（未界定）

限制用量以国家标准《电子电气产品中限用物质的限量要求》（GB/T 26572-2011）进行规定。
管理办法第四条规定将对电器电子产品有害物质采用目录管理的方式，符合管理目录中的产品都应符合电器电子产品有害物质限制使用的国家标准或行业标准。目前仅发布了管理目录草案，暂未开始实施。

## 环保使用年限

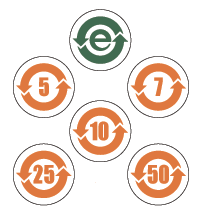
环保使用年限的标志示例，“e”标志为美术体

环保使用年限是指在此时间段内，电子电器产品中的有害物质不会外泄并对环境或人体造成伤害。管理办法规定，电器电子产品应标识或在产品说明中标识电器电子产品环保使用年限并在产品说明中声明有害物质含量表。环保使用年限的标志由两个箭头组成的圆圈构成，圆心标注一个数字，表示环保使用年限，若标注为“e”则表示产品有害物质低于限制标准并且无需声明有害物质含量表。